# Futbol Club Barcelona 2005-2006

## Divise
| Casa | Trasferta | Terza divisa |

## Rosa
| N. |                        | Ruolo | Calciatore                 |
| -- | ---------------------- | ----- | -------------------------- |
| 1  | Spagna (bandiera)      | P     | Víctor Valdés              |
| 2  | Brasile (bandiera)     | D     | Juliano Belletti           |
| 3  | Brasile (bandiera)     | C     | Thiago Motta               |
| 4  | Messico (bandiera)     | D     | Rafael Márquez             |
| 5  | Spagna (bandiera)      | D     | Carles Puyol (Capitano)    |
| 6  | Spagna (bandiera)      | C     | Xavi                       |
| 7  | Svezia (bandiera)      | A     | Henrik Larsson             |
| 8  | Francia (bandiera)     | A     | Ludovic Giuly              |
| 9  | Camerun (bandiera)     | A     | Samuel Eto'o               |
| 10 | Brasile (bandiera)     | A     | Ronaldinho (vice-capitano) |
| 11 | Argentina (bandiera)   | A     | Maxi López                 |
| 12 | Paesi Bassi (bandiera) | C     | Giovanni van Bronckhorst   |
| 14 | Spagna (bandiera)      | A     | Santiago Ezquerro          |
| 15 | Brasile (bandiera)     | C     | Edmílson                   |
| 16 | Brasile (bandiera)     | D     | Sylvinho                   |
| 17 | Paesi Bassi (bandiera) | C     | Mark van Bommel            |

| N. |                       | Ruolo | Calciatore         |
| -- | --------------------- | ----- | ------------------ |
| 18 | Spagna (bandiera)     | C     | Gabri              |
| 20 | Portogallo (bandiera) | C     | Deco               |
| 23 | Spagna (bandiera)     | D     | Oleguer Presas     |
| 24 | Spagna (bandiera)     | C     | Andrés Iniesta     |
| 25 | Spagna (bandiera)     | P     | Albert Jorquera    |
| 26 | Spagna (bandiera)     | D     | Rodri              |
| 27 | Spagna (bandiera)     | C     | Pitu               |
| 28 | Spagna (bandiera)     | P     | Rubén Martínez     |
| 30 | Argentina (bandiera)  | A     | Lionel Messi       |
| 32 | Spagna (bandiera)     | D     | Damià Abella       |
| 40 | Spagna (bandiera)     | D     | Francisco Martos   |
| 41 | Francia (bandiera)    | C     | Ludovic Sylvestre  |
| 43 | Spagna (bandiera)     | D     | Jesús Olmo Lozano  |
| 44 | Spagna (bandiera)     | C     | Andrea Orlandi     |
| 45 | Spagna (bandiera)     | D     | Ramón Masó         |
| 46 | Spagna (bandiera)     | A     | Francisco Montañés |

### Staff tecnico
- Allenatore:   Frank Rijkaard

## Calciomercato

### Sessione estiva
| Acquisti         | Acquisti            | Acquisti         | Acquisti      |
| R.               | Nome                | da               | Modalità      |
| ---------------- | ------------------- | ---------------- | ------------- |
| C                | Mark van Bommel     | PSV              | gratuito      |
| A                | Santiago Ezquerro   | Athletic Bilbao  | gratuito      |
| Altre operazioni |                     |                  |               |
| R.               | Nome                | da               | Modalità      |
| C                | Juan Román Riquelme | Villarreal       | fine prestito |
| A                | Javier Saviola      | Monaco           | fine prestito |
| C                | Fábio Rochemback    | Sporting Lisbona | fine prestito |
| A                | Sergio García       | Levante          | fine prestito |
| D                | Óscar López         | Lazio            | fine prestito |

| Cessioni         | Cessioni            | Cessioni       | Cessioni                   |
| R.               | Nome                | a              | Modalità                   |
| ---------------- | ------------------- | -------------- | -------------------------- |
| C                | Juan Román Riquelme | Villarreal     | definitivo (8 milioni €)   |
| C                | Fábio Rochemback    | Middlesbrough  | definitivo (1,5 milioni €) |
| A                | Sergio García       | Real Saragozza | definitivo (1,5 milioni €) |
| C                | Gerard              | Monaco         | gratuito                   |
| A                | Javier Saviola      | Siviglia       | prestito                   |
| D                | Fernando Navarro    | Maiorca        | prestito                   |
| D                | Óscar López         | Betis          | prestito                   |
| C                | Demetrio Albertini  |                | ritiro                     |
| Altre operazioni |                     |                |                            |
| R.               | Nome                | da             | Modalità                   |

### Sessione invernale
| Acquisti         | Acquisti         | Acquisti         | Acquisti         |
| R.               | Nome             | da               | Modalità         |
| Altre operazioni | Altre operazioni | Altre operazioni | Altre operazioni |
| R.               | Nome             | da               | Modalità         |
| ---------------- | ---------------- | ---------------- | ---------------- |

| Cessioni         | Cessioni     | Cessioni         | Cessioni |
| R.               | Nome         | a                | Modalità |
| ---------------- | ------------ | ---------------- | -------- |
| D                | Damià Abella | Racing Santander | prestito |
| Altre operazioni |              |                  |          |
| R.               | Nome         | da               | Modalità |

## Risultati

### Primera División

#### Girone di andata
| Vitoria-Gasteiz 27 agosto 2005, ore 20:00 CEST 1ª giornata | Alavés                     | 0 – 0 referto | Barcellona | Mendizorrotza (17 000 spett.)\| Arbitro: \| Fernando Teixeira Vitienes \| |
| Arbitro:                                                   | Fernando Teixeira Vitienes |               |            |                                                                           |

| Arbitro: | Bernardino González Vázquez |

|                |           |  |
| Eto'o 27’, 32’ | Marcatori |  |

| Arbitro: | Luis Medina Cantalejo |

|                       |           |          |
| Torres 16’ Kežman 47’ | Marcatori | 4’ Eto'o |

| Arbitro: | Manuel Enrique Mejuto González |

|                    |           |                       |
| Giuly 45’ Deco 81’ | Marcatori | 53’ (rig.), 54’ Villa |

| Arbitro: | Miguel Ángel Pérez Lasa |

|             |           |                                            |
| Juanito 38’ | Marcatori | 19’ van Bommel 58’, 77’ Eto'o 89’ Ezquerro |

| Arbitro: | Carlos Megía Dávila |

|                                 |           |                             |
| Ronaldinho 79’ (rig.) Eto'o 89’ | Marcatori | 48’ G. Milito 53’ D. Milito |

| Arbitro: | Alberto Undiano Mallenco |

|                                       |           |                                      |
| Valerón 10’ Munitis 72’ R. Castro 72’ | Marcatori | 41’ Eto'o 45’, 52’ (rig.) Ronaldinho |

| Arbitro: | César Muñiz Fernández |

|                          |           |  |
| Eto'o 46’, 52’ Giuly 88’ | Marcatori |  |

| Arbitro: | Manuel Ángel Pérez Lima |

|                                                          |           |  |
| van Bommel 19’ Ronaldinho 36’, 59’ Puyol 70’ Larsson 85’ | Marcatori |  |

| Arbitro: | Arturo Daudén Ibáñez |

|            |           |                                     |
| Pernía 89’ | Marcatori | 2’ Eto'o 62’ Giuly 67’ Thiago Motta |

| Arbitro: | Evaristo Puentes Leira |

|                                   |           |  |
| Ronaldinho 81’ (rig.) Larsson 88’ | Marcatori |  |

| Arbitro: | Eduardo Iturralde González |

|  |           |                               |
|  | Marcatori | 15’ Eto'o 60’, 77’ Ronaldinho |

| Arbitro: | Rafael Ramírez Domínguez |

|                                                        |           |                     |
| Eto'o 30’ Messi 51’ Ronaldinho 56’ (rig.) Sylvinho 66’ | Marcatori | 70’ (rig.) Casquero |

| Arbitro: | César Muñiz Fernández |

|  |           |                          |
|  | Marcatori | 23’ (aut.) Peña 62’ Deco |

| Arbitro: | Julián Rodríguez Santiago |

|                          |           |             |
| Eto'o 65’ Ronaldinho 77’ | Marcatori | 62’ Kanouté |

| Arbitro: | Miguel Ángel Ayza Gámez |

|                   |           |                                 |
| Mirosavljević 90’ | Marcatori | 32’ Giuly 45’ (rig.), 49’ Eto'o |

| Arbitro: | Miguel Ángel Pérez Lasa |

|                |           |  |
| Eto'o 38’, 57’ | Marcatori |  |

| Arbitro: | Bernardino González Vázquez |

|            |           |                    |
| Tamudo 60’ | Marcatori | 43’ Deco 47’ Eto'o |

| Arbitro: | Fernando Teixeira Vitienes |

|                                 |           |                 |
| Ronaldinho 38’ (rig.) Messi 50’ | Marcatori | 15’ F. Llorente |

#### Girone di ritorno
| Arbitro: | Javier Turienzo Álvarez |

|                       |           |  |
| Larsson 47’ Messi 82’ | Marcatori |  |

| Arbitro: | Carlos Megía Dávila |

|  |           |                          |
|  | Marcatori | 39’ Giuly 75’, 83’ Messi |

| Arbitro: | Vicente José Lizondo Cortés |

|             |           |                                    |
| Larsson 65’ | Marcatori | 33’, 79’ Torres 46’ Maxi Rodríguez |

| Arbitro: | Alfonso Pérez Burrull |

|           |           |  |
| Villa 44’ | Marcatori |  |

| Arbitro: | Eduardo Iturralde González |

|                                                                   |           |             |
| Larsson 17’ Melli 28’ (aut.), 33’ (aut.) Ronaldinho 58’ Messi 84’ | Marcatori | 61’ Joaquín |

| Arbitro: | Víctor José Esquinas Torres |

|  |           |                                   |
|  | Marcatori | 76’ (rig.) Ronaldinho 79’ Larsson |

| Arbitro: | Carlos Velasco Carballo |

|                                     |           |                           |
| Ronaldinho 2’ Larsson 33’ Eto'o 61’ | Marcatori | 14’ Juanma 27’ J. Andrade |

| Arbitro: | Miguel Ángel Pérez Lasa |

|                            |           |             |
| Valdo 18’ Puñal 59’ (rig.) | Marcatori | 71’ Larsson |

| Arbitro: | Vicente José Lizondo Cortés |

|  |           |                      |
|  | Marcatori | 8’ Larsson 51’ Eto'o |

| Arbitro: | Alfonso Pérez Burrull |

|                                    |           |         |
| Matellán 22’ (aut.) Eto'o 52’, 68’ | Marcatori | 4’ Nano |

| Malaga 26 marzo 2006, ore 18:00 CEST 30ª giornata | Malaga                    | 0 – 0 referto | Barcellona | La Rosaleda (25 000 spett.)\| Arbitro: \| Julián Rodríguez Santiago \| |
| Arbitro:                                          | Julián Rodríguez Santiago |               |            |                                                                        |

| Arbitro: | Luis Medina Cantalejo |

|                       |           |             |
| Ronaldinho 22’ (rig.) | Marcatori | 37’ Ronaldo |

| Arbitro: | Antonio Rubinos Pérez |

|                          |           |                       |
| Antoñito 19’ Serrano 22’ | Marcatori | 18’ Larsson 32’ Eto'o |

| Arbitro: | César Muñiz Fernández |

|           |           |  |
| Eto'o 11’ | Marcatori |  |

| Arbitro: | Fernando Teixeira Vitienes |

|                                           |           |                           |
| Dani Alves 22’ Ocio 24’ (rig.) Blanco 76’ | Marcatori | 41’ Ezquerro 42’ Sylvinho |

| Arbitro: | Bernardino González Vázquez |

|               |           |  |
| Ronaldinho 8’ | Marcatori |  |

| Arbitro: | Manuel Ángel Pérez Lima |

|  |           |           |
|  | Marcatori | 55’ Eto'o |

| Arbitro: | Víctor José Esquinas Torres |

|                                  |           |  |
| Jarque 19’ (aut.) Ronaldinho 50’ | Marcatori |  |

| Arbitro: | David Fernández Borbalán |

|                                            |           |           |
| Iraola 58’ Guréndez 79’ Oleguer 81’ (rig.) | Marcatori | 36’ Eto'o |

### Copa del Rey

#### Ottavi di finale
| Arbitro: | Víctor José Esquinas Torres |

|         |           |                                           |
| Xaco 6’ | Marcatori | 37’ Van Bronckhorst 81’ Márquez 85’ Giuly |

| Arbitro: | Carlos Velasco Carballo |

|                                                                                    |           |  |
| Ezquerro 1’ Larsson 19’, 21’ Thiago Motta 36’ van Bommel 52’ Maxi López 81’ (rig.) | Marcatori |  |

#### Quarti di finale
| Saragozza 26 gennaio 2006 Quarti di finale - Andata                                                             | Real Saragozza | 4 – 2 referto                     | Barcellona | Stadio La Romareda |
| \| \| \| \| \| D. Milito 22’, 90’ (rig.) Ewerthon 24’, 27’ \| Marcatori \| 37’ Larsson 61’ (rig.) Ronaldinho \| |                |                                   |            |                    |
| |                |                                   |            |                    |
| D. Milito 22’, 90’ (rig.) Ewerthon 24’, 27’                                                                     | Marcatori      | 37’ Larsson 61’ (rig.) Ronaldinho |            |                    |

| Arbitro: | Julián Rodríguez Santiago |

|                       |           |                 |
| Messi 42’ Larsson 90’ | Marcatori | 66’ Ó. González |

### Supercoppa di Spagna
| Arbitro: | Arturo Daudén Ibáñez |

|  |           |                                    |
|  | Marcatori | 47’ Giuly 51’ Eto'o 61’ Ronaldinho |

| Arbitro: | Alberto Undiano Mallenco |

|           |           |              |
| Eto'o 14’ | Marcatori | 24’ 29’ Dani |

### UEFA Champions League

#### Fase a gironi
| Arbitro: | Hauge |

|  |           |                                |
|  | Marcatori | 13’ Deco 77’ (rig.) Ronaldinho |

| Arbitro: | Bennett |

|                                          |           |            |
| Ronaldinho 13’, 32’, 90’ (rig.) Deco 41’ | Marcatori | 24’ Felipe |

| Atene 18 ottobre 2005, ore 20:45 CEST 3ª giornata | Panathīnaïkos | 0 – 0 referto | Barcellona | Stadio Olimpico di Atene (68 000 spett.)\| Arbitro: \| De Bleeckere \| |
| Arbitro:                                          | De Bleeckere  |               |            |                                                                        |

| Arbitro: | Temmink |

|                                             |           |  |
| van Bommel 1’ Eto'o 14’, 40’, 65’ Messi 34’ | Marcatori |  |

| Arbitro: | Bo Larsen |

|                                      |           |                     |
| Gabri 14’ Ronaldinho 26’ Larsson 71’ | Marcatori | 22’ (rig.) Borowski |

| Arbitro: | Braahmaar |

|  |           |                          |
|  | Marcatori | 85’ Ezquerro 90’ Iniesta |

#### Fase a eliminazione diretta

##### Ottavi di finale
| Arbitro: | Hauge |

|                  |           |                            |
| Motta 59’ (aut.) | Marcatori | 72’ (aut.) Terry 80’ Eto'o |

| Arbitro: | Merk |

|                |           |               |
| Ronaldinho 78’ | Marcatori | 90+2’ Lampard |

##### Quarti di finale
| Lisbona 28 marzo 2006, ore 20:45 CEST Quarti di finale - Andata | Benfica | 0 – 0 referto | Barcellona | Estadio da Luz (60 000 spett.)\| Arbitro: \| Bennett \| |
| Arbitro:                                                        | Bennett |               |            |                                                         |

| Arbitro: | Micheľ |

|                          |           |  |
| Ronaldinho 19’ Eto'o 89’ | Marcatori |  |

##### Semifinale
| Arbitro: | Sars |

|  |           |           |
|  | Marcatori | 57’ Giuly |

| Barcellona 2006, ore 20:45 CEST Semifinale - Ritorno | Barcellona | 0 – 0 (1-0 agg.) referto | Milan | Camp Nou (98 000 spett.)\| Arbitro: \| Merk \| |
| Arbitro:                                             | Merk       |                          |       |                                                |

##### Finale
| Arbitro: | Terje Hauge |

|                        |           |              |
| Eto'o 76’ Belletti 80’ | Marcatori | 37’ Campbell |

## Statistiche

### Statistiche di squadra
| Competizione         | Punti | In casa | In casa | In casa | In casa | In casa | In casa | In trasferta | In trasferta | In trasferta | In trasferta | In trasferta | In trasferta | Totale | Totale | Totale | Totale | Totale | Totale | DR  |
| Competizione         | Punti | G       | V       | N       | P       | Gf      | Gs      | G            | V            | N            | P            | Gf           | Gs           | G      | V      | N      | P      | Gf     | Gs     | DR  |
| -------------------- | ----- | ------- | ------- | ------- | ------- | ------- | ------- | ------------ | ------------ | ------------ | ------------ | ------------ | ------------ | ------ | ------ | ------ | ------ | ------ | ------ | --- |
| Liga                 | 82    | 19      | 15      | 3       | 1       | 45      | 15      | 19           | 10           | 4            | 5            | 35           | 20           | 38     | 25     | 7      | 6      | 80     | 35     | +45 |
| Coppa del Re         | -     | 2       | 2       | 0       | 0       | 8       | 1       | 2            | 1            | 0            | 1            | 5            | 5            | 4      | 3      | 0      | 1      | 13     | 6      | +7  |
| Supercoppa di Spagna | -     | 1       | 0       | 0       | 1       | 1       | 2       | 1            | 1            | 0            | 0            | 3            | 0            | 2      | 1      | 0      | 1      | 4      | 2      | +2  |
| Champions League     | -     | 6       | 4       | 2       | 0       | 15      | 3       | 6            | 4            | 2            | 0            | 7            | 1            | 13     | 9      | 4      | 0      | 24     | 5      | +19 |
| Totale               | -     | 28      | 21      | 5       | 2       | 69      | 21      | 28           | 16           | 6            | 6            | 50           | 26           | 57     | 38     | 11     | 8      | 121    | 48     | +73 |

### Andamento in campionato
| Giornata  | 1  | 2 | 3 | 4  | 5 | 6 | 7 | 8 | 9 | 10 | 11 | 12 | 13 | 14 | 15 | 16 | 17 | 18 | 19 | 20 | 21 | 22 | 23 | 24 | 25 | 26 | 27 | 28 | 29 | 30 | 31 | 32 | 33 | 34 | 35 | 36 | 37 | 38 |
| --------- | -- | - | - | -- | - | - | - | - | - | -- | -- | -- | -- | -- | -- | -- | -- | -- | -- | -- | -- | -- | -- | -- | -- | -- | -- | -- | -- | -- | -- | -- | -- | -- | -- | -- | -- | -- |
| Luogo     | T  | C | T | C  | T | C | T | C | C | T  | C  | T  | C  | T  | C  | T  | C  | T  | C  | C  | T  | C  | T  | C  | T  | C  | T  | T  | C  | T  | C  | T  | C  | T  | C  | T  | C  | T  |
| Risultato | N  | V | P | N  | V | N | N | V | V | V  | V  | V  | V  | V  | V  | V  | V  | V  | V  | V  | V  | P  | P  | V  | V  | V  | P  | V  | V  | N  | N  | N  | V  | P  | V  | V  | V  | P  |
| Posizione | 10 | 5 | 8 | 11 | 7 | 5 | 6 | 6 | 5 | 4  | 2  | 1  | 1  | 1  | 1  | 1  | 1  | 1  | 1  | 1  | 1  | 1  | 1  | 1  | 1  | 1  | 1  | 1  | 1  | 1  | 1  | 1  | 1  | 1  | 1  | 1  | 1  | 1  |

Legenda:

Luogo: C = Casa; T = Trasferta. Risultato: V = Vittoria; N = Pareggio; P = Sconfitta.